# Daniel Dubbe
Daniel Otto Dubbe (* 18. August 1942 in Hamburg) ist ein deutscher Schriftsteller, Journalist, Drehbuchautor und Übersetzer.

## Leben
Daniel Dubbe besuchte das Gymnasium im Alstertal in Hamburg-Fuhlsbüttel. Nach dem Abitur studierte er von 1962 bis 1969 Romanistik und Germanistik in Hamburg, Göttingen und Aix-en-Provence. 1975 promovierte er mit einer Arbeit über Henri Michaux zum Doktor der Philosophie.
Zwischen 1974 und 1983 gab er, zunächst mit Christoph Derschau, Bernd Cailloux, Kiev Stingl, später im Wechsel mit Natias Neutert u. a. die Boa Vista, Zeitschrift für Neue Literatur heraus. Seit 1975 arbeitet er freischaffend für den Rundfunk und verschiedene Zeitungen (Reisereportagen, Essays und Literaturkritiken). Zusammen mit Uwe Schrader schrieb er die Drehbücher zu den Filmen Kanakerbraut (1983) und Mau Mau (1991).
Eigene literarische Arbeiten veröffentlichte der von Helmut Heißenbüttel geförderte Autor seit Mitte der siebziger Jahre zunächst vor allem in den „little mags“ wie Boa Vista, Gasolin 23, Hermannstr. 14 und Krachkultur. Eine größere Öffentlichkeit erreichte er 1984 mit der Veröffentlichung seiner Erzählungssammlung Wilde Männer, wenig Frauen. Auch sein 1995 erschienener erster Roman Bessere Tage überzeugte die Kritik. Die 2002 publizierte Sammlung Hart auf hart lieferte einen repräsentativen Querschnitt aus seinem erzählerischen Schaffen. Mit der 2005 erfolgten Veröffentlichung von Tropenfieber bewies er sein Talent auch für den Kriminalroman.
Seine beiden Interview-Bücher mit Thorwald Proll (2003) und Gabriele Rollnik (2004) lieferten Beiträge zur Diskussion über die RAF und die Bewegung 2. Juni.
2010 und 2011 erschienen die beiden ersten Bücher seiner Hamburg-Tetralogie. Jungfernstieg oder Die Schüchternheit schildert eine typische Jugend in den 1960er-Jahren und wurde von Kritikern positiv aufgenommen Henryk M. Broder kritisierte den Literaturbetrieb für das Fehlen von Qualitätsmaßstäben, weswegen ein Autor wie Dubbe noch darauf warte, von der literarischen Welt entdeckt zu werden. Der Folgeband Underground oder die Bewährung beschreibt anhand der Biografie eines Mannes von 30 Jahren die hanseatische Künstlerszene der 1970er-Jahre. 2013 und 2014 erschienen mit Zwischenlandung. Vom Reisen und Der Salonfaschist und andere beste Freunde die beiden abschließenden Bände des Hamburg-Quartetts, die ebenfalls von der Kritik beachtet wurden.
2020 veröffentlichte Dubbe eine umfangreiche Biografie über den Hamburger Schriftsteller und Büchnerpreisträger Hans Erich Nossack.
Daniel Dubbe lebt in Hamburg.

## Werke
- Szene. Prosa. quer-verlag Uwe Wandrey, Hamburg 1973
- Reise, imaginäre Reise und Reise unter Drogen. Untersuchungen zu Henri Michaux. Lüdke Verlag, Hamburg 1977
- Schrittweise Annäherung. Prosa. Hrsg. von Helmut Heißenbüttel. Verlag text + kritik, München 1977
- Wilde Männer, wenig Frauen. Erzählungen, Verlag Pohl’n’Mayer, Oberndorf 1984
- Schmerzgrenze, Schmucknarbe. Erzählung. Paria Verlag, Frankfurt am Main 1988
- Große Insel fernsüdlich. Reisereportagen, Edition Nautilus, Hamburg 1989
- Bessere Tage. Roman. Verlag Pohl’n’Mayer, Oberndorf 1995
- Hart auf hart. Ausgewählte Stories. Verlag Kurt Pohl, Oberndorf 2002
- Wir kamen vom anderen Stern. Über 1968, Andreas Baader und ein Kaufhaus. Zusammen mit Thorwald Proll. Edition Nautilus, Hamburg 2003
- Keine Angst vor Niemand. Über die Siebziger, die Bewegung 2. Juni und die RAF. Zusammen mit Gabriele Rollnik. Edition Nautilus, Hamburg 2004
- Tropenfieber. Roman. Edition Nautilus, Hamburg 2005
- Jungfernstieg oder Die Schüchternheit. Roman. MaroVerlag, Augsburg 2009, ISBN 978-3-87512-288-6
- Underground oder Die Bewährung. Roman. MaroVerlag, Augsburg 2011, ISBN 978-3-87512-293-0
- Zwischenlandung. Vom Reisen. Roman. MaroVerlag, Augsburg 2013, ISBN 978-3-87512-297-8
- Der Salonfaschist und andere beste Freunde. Roman. MaroVerlag, Augsburg 2014, ISBN 978-3-87512-464-4
- Außerhalb. Das Leben und Schreiben des Hans Erich Nossack. Günther Emigs Literaturbetrieb, Niederstetten 2020, ISBN 978-3-948371-76-0
- Am Meer, Ägäische Tagebücher. Moloko Print, Schönebeck/Elbe 2023
- Jugendfreunde. Dieser Hauch von Freiheit. Roman. Günther Emigs Literaturbetrieb. Niederstetten 2023, ISBN 978-3-948371-99-9

## Übersetzungen
- M. Agejew: Roman mit Kokain. Aus der französischen Übersetzung des russischen Originals. Rowohlt, Reinbek bei Hamburg 1986
- Anonymus: Die Liebe, mein Herr… Briefe einer Unbekannten. Aus dem Französischen (unter dem Pseudonym Wolf Serlo). Rowohlt, Reinbek bei Hamburg 1987
- Claude Sadut: Gesellschaftsspiele. Aus dem Französischen (unter dem Pseudonym Wolf Serlo). Rowohlt, Reinbek bei Hamburg 1988
- Emmanuel Bove: Was ich gesehen habe. Aus dem Französischen. In: Krachkultur 9/2001
- Frédéric Beigbeder: Einsamkeit zu mehreren. Aus dem Französischen. In: Krachkultur 9/2001
- Paul Léautaud: Worte, Äußerungen und Anekdoten. Aus dem Französischen von Daniel Dubbe. In: Krachkultur 11/2007
- H. P. Lovecraft: Nietzscheanismus und Realismus. Aus dem Amerikanischen zusammen mit Martin Brinkmann und Wolfgang Schömel. In: Krachkultur 12/2008

## Herausgeberschaft
- Boa Vista. Zeitschrift für Neue Literatur, bis 1973 im Verlag Udo Breger, Göttingen; von 1974 bis 1980  in der Edition Boa Vista, Hamburg, von 1981 bis 1983 wieder im Verlag Udo Breger, Göttingen.

## Auszeichnungen
- 1984 Förderpreis für Literatur der Freien und Hansestadt Hamburg